# Leopoldo Flores
Leopoldo Flores Valdés (Tenancingo, 15 de gener de 1934-Toluca, 3 d'abril de 2016) va ser un pintor, muralista i escultor de Mèxic.

## Biografia
Neix l'any de 1934, en la població de San Simonito, Municipi de Tenancingo, mor el 3 d'abril de 2016. Estat de Mèxic, ha estat guanyador de premis com el Meztli en 1964 i en 1968, el Premi d'Adquisició en Pintura atorgat per l'Institut Nacional de Belles Arts, Mèxic. Com a estudiant de "La Esmeralda", en 1962 obté una beca per estudiar en la "Escola Superior de Belles arts" a París, ciutat que li va obrir les portes perquè el seu art es presentés en diverses exposicions col·lectives. Al seu retorn a Mèxic, exposa en el Palau de Belles arts durant el Festival Solar de la XIX Olimpíada celebrava l'any 1968 i el seu treball continua de manera constant fins avui.
A la ciutat de Toluca es troba la part més quantiosa de la seva obra. Entre els murals fixos estan: El hombre contemporáneo, en el Hotel Plaza Morelos (1971); El Hombre Contemplando al Hombre, en el Palau del Poder Legislativo (1972-83); en 1985 pinta Alianza de las Culturas dins l'edifici de la Alianza Francesa de Toluca; El Hombre Universal en el Centro de Investigación en Ciencias sociales de la UAEM (1989); de 1991 a 1992 pinta En Búsqueda de la Justicia en la Procuraduría General de Justicia, i deu anys més tard, dins del Col·legi Mexiquense realitza: De qué color es el Principio. Incursiona en l'escultura amb l'obra Tocando el Sol que es troba a l'edifici de Rectoría de la UAEM (1995).
A la ciutat de Toluca existeixen també dues obres de gran reconeixement, el Cosmovitral, obra que ha servit d'identitat a la ciutat i a l'Estat de Mèxic, consta de 48 vitralls en una extensió aproximada de 3.200 metres quadrats, que la seva temàtica és la dualitat universal, l'oposició de la nit amb el dia, de la dona amb l'home, del bé amb el mal; una síntesi d'expressió cosmogònica.
Sobre les roques del turó de Coatepec i la graderia de l'Estadi Universitari, Leopoldo Flores duu a terme "Aratmósfera". Una obra classificada dins de l'art natura, ja que l'artista fa part de l'obra la naturalesa, el tema central és el naixement de la llum representat per un home que emergeix del sòl i puja per tocar el cel. Per a la seva realització es va comptar amb la participació del públic, donant inici al moviment al que va anomenar: Art obert.
Leopoldo Flores plasma la part negativa de l'home, denuncia els problemes socials, l'agressió de l'home, les passions que consumeixen a la humanitat. Les seves inquietuds s'expressen en sèries com Cien Hecatombes (1972), El Hilo de Ariadna (1983) en què reprèn el mite del Minotaure famolenc, portant-ho a l'època actual, que l'home es converteix en bèstia antropòfaga. Els Mural-pancarta van ser transmissors de la seva denúncia social amb títols com A la opinión pública (1973). Fins i tot la sèrie dels Cristos (1994) té aquesta relació, en presentar a un ser convertit en el salvador d'una humanitat que es destrueix a si mateixa.
Crítics com Raquel Tibol, Antonio Rodríguez i Berta Taracena han escrit sobre l'obra de Flores i els seus assoliments. Derivat de la donació de la seva obra a la Universitat Autònoma de l'Estat de Mèxic, en 2002 obre les portes el Museu Universitari "Leopoldo Flores", concebut per protegir la seva obra, per a la seva difusió, exhibició i investigació. Aquest mateix any, inicia el mural Periplo plástico en el Museu d'Art Modern del Centre Cultural Mexiquense de Toluca, acabat en 2005. Simultàniament en 2002, realitza el mural ¿De qué color es el Principio? en les instal·lacions del Col·legi Mexiquense i en 2004 el mural La Càtedra de la Justícia a l'Escola de Judicial de l'Estat de Mèxic.
Inicia en 2006, en les instal·lacions del Museu Universitari "Leopoldo Flores", la creació del Mural Justicia Supremo Poder per al Palau de la Suprema Cort de Justícia de la Nació situat en la Ciutat de Mèxic mateix que va ser inaugurat l'11 de desembre de 2007.
L'any de 2007 el Cosmovitral Jardín Botánico, és nominat per ser una de les 13 meravelles de Mèxic, en 2008 va ser distingit amb el premi Excelsis atorgat per la Global Quality Foundation i la Universitat Autònoma de l'Estat de Mèxic li atorga el Doctorat Honoris Causa per la seva trajectòria com a artista. De 2009 a 2010 realitza el mural per al Govern de l'Estat de Mèxic instal·lat a la seu del Poder Executiu de la ciutat de Toluca amb motiu del Bicentenari de la Independència i Centenari de la Revolució Mexicana.
L'any 2011 s'inauguren les seves exposicions Génesis de tormenta i Apuntes de taller en el Museu Universitari "Leopoldo Flores", aquesta última amb dibuixos mai abans mostrats i extrets de llibretes personals de l'autor. En 2012 inicia treballs en acrílic d'una sèrie titulada: La gran parvada de cuervos rojos, corresponent al que ell mateix crida art parkinsonià, la qual s'inaugura en 2013.

## Obres
- El hombre contemporáneo (Toluca, Hotel Plaza Morelos, 1971)
- Aratmósfera (Cerro de Coatepec, 1974)
- Cosmovitral (Toluca, 1980)
- El hombre contemplando al hombre (Toluca, Palau del Podere Legislativo, 1972 - 1983)
- Alianza de las culturas (Toluca, Alianza Francesa, 1985);
- El hombre universal (Centro de Investigación en Ciencias Sociales y Humanidades de la UAEM, 1989)
- En búsqueda de la Justicia (Procuraduría General de Justicia, 1991 - 1992)
- Tocando el sol (Edificio central de Rectoría de la UAEM, 1995, escultura)
- De qué color es el principio (El Colegio Mexiquense, 2001 - 2002)
- Cátedral de la Justicia (Escuela Judicial del Estado de México, 2004)